# Typisch Van Duin
Typisch Van Duin was een Nederlandstalig televisieprogramma dat te zien was op de Nederlandse televisiezender Talpa, gepresenteerd door André van Duin. In die zin is het vergelijkbaar met Lach mee met André, dat in 1990 door de TROS werd uitgezonden.
Het is een 26-delige serie waarin allerlei bekende Nederlanders vertellen waarom zij een bepaalde sketch, scène of lied van André van Duin zo bijzonder vonden. Aan de hand van die uitspraken wordt het beste materiaal uit het werk van André van Duin getoond, zoals uit Animal Crackers, Andre’s Comedy Club en De André van Duin Show.